# Gyenesei István
Gyenesei István László (Kaposvár, 1948. április 1. – 2024. március 21.) magyar politikus, országgyűlési képviselő, 2008 és 2009 között a második Gyurcsány-kormány önkormányzati minisztere.

## Tanulmányai
1967-ben érettségizett Kaposváron, majd felvették a Gödöllői Agrártudományi Egyetemre agrárközgazdász szakra, ahol 1972-ben diplomázott. 1982-ben szerzett doktorátust. 1991 és 1993 között politológiát hallgatott az Eötvös Loránd Tudományegyetemen.

## Rendszerváltás előtti pályafutása
1972 és 1973 között Nagybajomban volt tsz-üzemszervező. 1973-ban bekerült a KISZ apparátusába, ahol először a Somogy Megyei Bizottság titkára, majd 1977-ben a KISZ Központi Bizottsága mezőgazdasági és falusi osztályának vezetője lett. 1982 és 1984 között az MSZMP KB instruktora, majd 1985-ig a Somogy Megyei Bizottság gazdaságpolitikai titkára volt.
1975 és 1989 között az MSZMP tagja volt, ill. 1985-ben a Somogy Megyei Tanács, majd 1990-től a Somogy Megyei Közgyűlés tagjaként dolgozott. 1985-ben kinevezték a Somogy Megyei Tanács elnökévé, az ország legfiatalabb tanácselnöke volt.

## Rendszerváltás utáni pályafutása
1990-ben független országgyűlési képviselőjelölt volt. Ugyanebben az évben az önkormányzati választások után megerősítették a pozíciójában, immár a Somogy Megyei Közgyűlés elnökeként. 1993 és 1994 között az Alpok–Adria Munkaközösség elnöke volt. 1994-ben megalapította a Somogyért Egyesületet, melynek alapító elnöke lett. 1994 és 1998 között a megyei közgyűlés és a kaposvári önkormányzat tagja volt. 1995 és 1996 között előbb gazdasági tanácsadó, majd 1998-ig az FHB Rt. dél-dunántúli igazgatójaként is dolgozott. 1998-ban újra megválasztották a Közgyűlés elnökének, amely pozíciójában 2002-ben megerősítették.
2001-ben Kupa Mihállyal megalapította a Harmadik Oldal Magyarországért Egyesületet, amely 2002-ben a Centrum Párt egyik alapító szervezete volt. 2002-ben a párt országgyűlési képviselő-jelöltje, 2003 és 2004 között alelnöki funkciót töltött be. Később távozott a pártból.
A 2006-os országgyűlési választáson a Somogyért Egyesület választási pártot alapított Somogyért Szövetség néven, melynek Gyenesei volt az egyetlen jelöltje a Somogy megye 6. választókerületben (Nagyatád központtal), ahol a második fordulóban bejutott az Országgyűlésbe. Nem csatlakozott egy frakcióhoz sem, független képviselő lett. A sport- és turisztikai bizottság tagjaként kezdte meg képviselői munkáját. Ugyanebben az évben a Somogy Megyei Közgyűlés tanácsnoka lett, elnöki posztját a fideszes Gelencsér Attila vette át. Itt 2007-ig a Somogyért Egyesület frakciójának vezetője volt.
1990 és 1994, valamint 2002 és 2006 között a Megyei Önkormányzatok Országos Szövetségének társelnöke volt, ill. 1997-ben a Magyar Triatlon-szövetség, 2005-ben a Magyar Sí-szövetség alelnökévé is megválasztották.
1989 és 2005 között a Magyar Olimpiai Bizottság elnökségi tagja, ill. 1996 és 2001 között alelnöke volt. 2002-ben a Siótour Rt. igazgatóságának elnöke lett, ezt a tisztségét 2007-ig viselte. 2008-ban a Magyar Öttusa-szövetség alelnökévé választották.
2008. április 28-án Gyurcsány Ferenc miniszterelnök a kisebbségi kormánnyá átalakuló második Gyurcsány-kormány önkormányzati miniszterének jelölte. Az Országgyűlés önkormányzati bizottsága május 14-ei ülésén jelöltségét nem támogatta, de a miniszterelnök fenntartotta jelölését, így a köztársasági elnök kinevezte miniszterré, és Gyenesei május 19-én letette miniszteri esküjét. A 2009-ben megalakult Bajnai-kormányban nem kapott szerepet. A 2010-es országgyűlési választáson ismét a Somogyért Szövetség színeiben indult Nagyatádon, de már az első fordulóban vereséget szenvedett a Fidesz–KDNP jelöltjeként induló Karvalics Ottótól.

## Büntetőeljárás
2012. május 29-én a Székesfehérvári Városi Ügyészség magánokirat-hamisítás vétségének gyanúja miatt vádat emelt ellene.

## Családja
Nős, felesége Horváth Judit tanító, a kaposvári önkormányzat tagja a Somogyért Egyesület képviseletében. Három gyermekük van: Anita, István a legfiatalabb, Gyenesei Leila a 2006-os torinói téli olimpián indult sífutásban, majd a 2008-as pekingi nyári olimpián öttusában.